# Cleistes metallina
Cleistes metallina es una especie de orquídea de hábitos terrestres. Tiene hojas alternas y flores grandes que se abren sucesivamente, raíces tuberosas delicadas, y se encuentra en el nordeste, centro-oeste y sudeste de Brasil.

## Taxonomía
Cleistes metallina fue descrita por (Barb.Rodr.) Schltr. y publicado en Archivos de Botânica do São Paulo 1: 179, en el año 1926.
Etimología
Cleistes: nombre genérico que viene del griego kleistos = "cerrado", en referencia a sus  flores que apenas están abiertas.
metallina: epíteto latíno que significa "metálico". 
Sinonimia
- Pogonia metallina Barb.Rodr. basónimo[3]